# Mura (fortificazione)

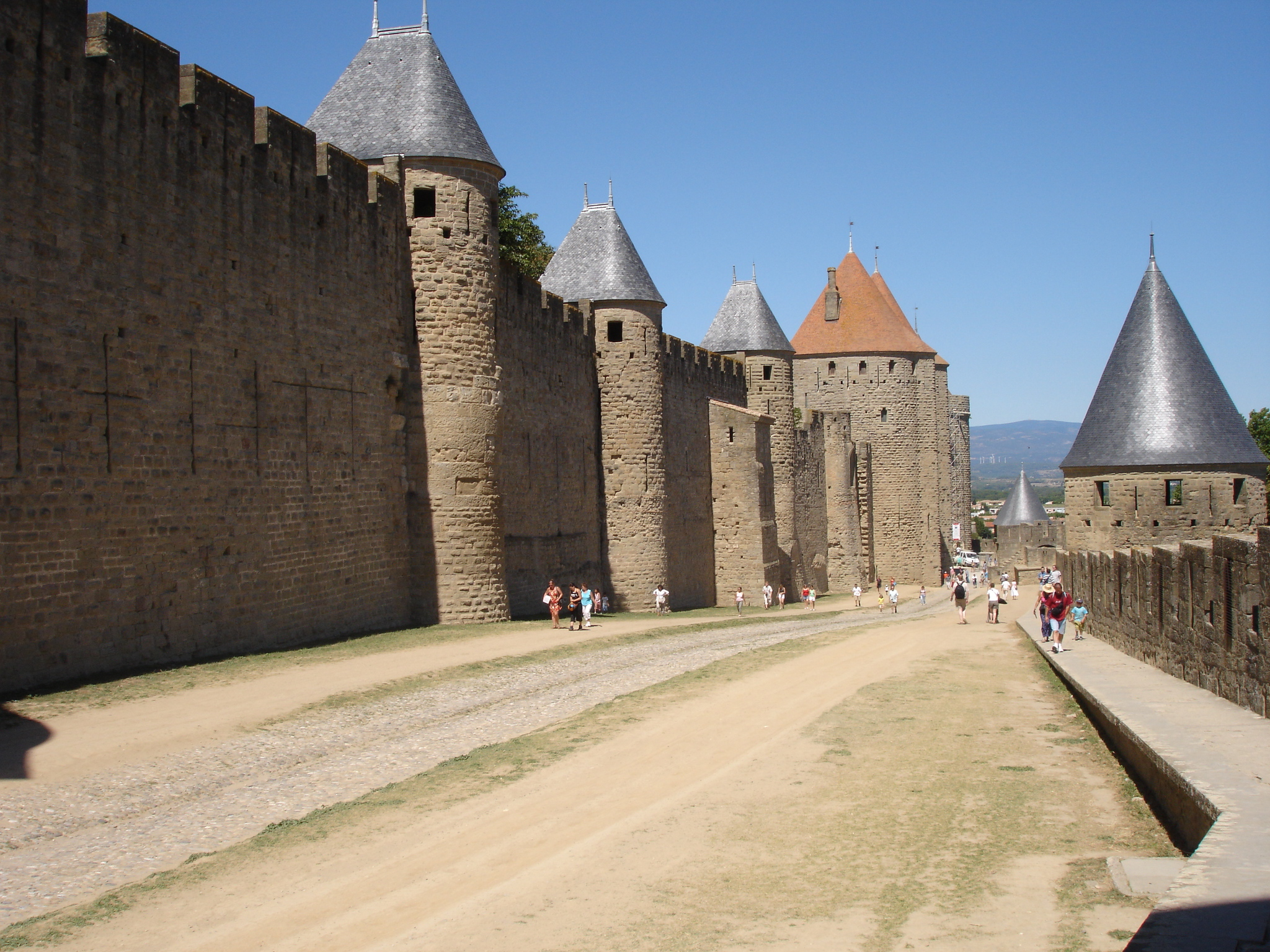
Le mura della cittadella fortificata di Carcassonne

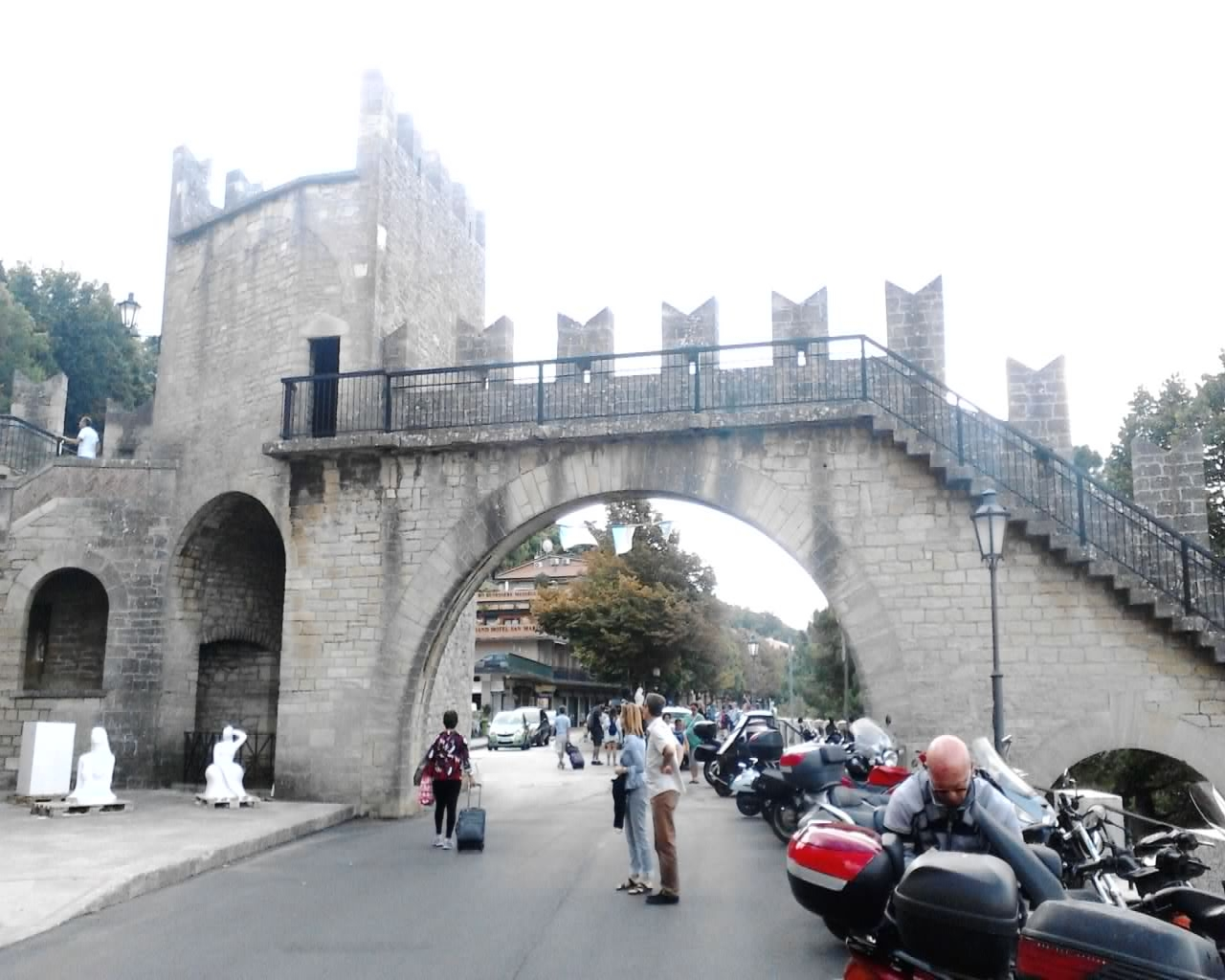
Le mura della Città di San Marino

Le mura (o cinta muraria) indicano generalmente le fortificazioni estese intorno ad un centro abitato: in opposizione a castello o fortezza, le mura sono quindi la fortificazione urbana. Come per le altre fortificazioni, si debbono distinguere sostanzialmente due tipi di mura: quelle erette prima dell'introduzione delle artiglierie e quelle che, per difendersi dalle nuove armi, seguono i principi della fortificazione alla moderna.

## Cinte urbane precedenti all'introduzione delle artiglierie
A seconda dell'importanza della città le mura potevano differire in modo sostanziale, da un semplice terrapieno a una cinta prestigiosa, come le mura poligonali che oltre ad assicurare una salda difesa presentasse anche esplicite volontà rappresentative della potenza e ricchezza della città. 
Città in rapido sviluppo potevano anche avere più mura concentriche; Firenze ha avuto quattro cinte, l'ultima delle quali fu inoltre riadattata con bastioni, e in alcuni punti con modifiche di tracciato.
Ferrara iniziò a costruire mura da metà del Trecento ma queste subirono continue espansioni e modifiche fino al Seicento per rimanere come le vediamo oggi. Quindi le mura di Ferrara includono sia tratti precedenti all'introduzione dell'artiglieria sia mura successive con grande differenza tra una zona e l'altra della città. Il fattore comune era la presenza delle acque del Po che circondavano la città da tutti i lati grazie a fossati e navigli. Fino alla fine del Settecento era presente nella parte sud-ovest della città anche una fortezza a stella costruita dall'Aleotti. Spesso le mura medievali cittadine avevano una struttura circolare.

## Cinte urbane successive all'introduzione delle artiglierie
Con l'elaborazione dei principi della fortificazione alla moderna si creò il problema di adeguare cinte medioevali alle nuove esigenze; il problema era arduo, in quanto si trattava spesso di cinte enormi e dal tracciato tortuoso, stabilito per sfruttare le difese naturali dei luoghi, che non potevano essere regolarizzate se non con impegnativi (e costosissimi) lavori. I trattati dell'epoca esaminano le tre diverse possibilità, evidenziandone pregi e difetti:
Le opzioni erano le seguenti: 
- Adeguare per quanto possibile il vecchio tracciato, sostituendo bastioni o rondelle alle antiche torri (o quanto meno, riducendo la loro altezza); questa opzione si definiva Star sul cerchio vecchio
- Costruire ex novo mura aggiornate alle nuove tecniche fortificatorie ((ac)crescere la terra)
- Ridurre il perimetro e, di conseguenza, lo spazio compreso all'interno delle mura per migliorare il tracciato o per allontanarsi da alture dominanti; (murare in ritirata)

Le tre opzioni sono elencate in ordine crescente di costo; infatti la terza opzione comportava comunque una costruzione ex novo, e in più il terreno doveva spesso essere acquisito demolendo costruzioni in possesso di privati, che dovevano essere rilevate pagandole a caro prezzo.
È facile comprendere come sottoponendo le mura a simili rifacimenti si ottenevano strutture totalmente diverse per funzione e aspetto alle costruzioni originali. Spesso le campagne di rifacimento erano più di una, a seconda delle opportunità e delle disponibilità economiche: non si può spostare una città come una semplice fortezza. Un esempio classico è quello delle mura di Lucca, dove la quarta cerchia (quella tardo rinascimentale), costruita su grandissima scala e senza economie, ingloba una parte delle mura duecentesche, oltretutto non rettilinee (contro tutte le regole della Fortificazione alla moderna), nel fronte rivolto verso il fiume Serchio, che per ragioni di spazio non poteva essere investito da un assedio scientifico.

## Galleria d'immagini

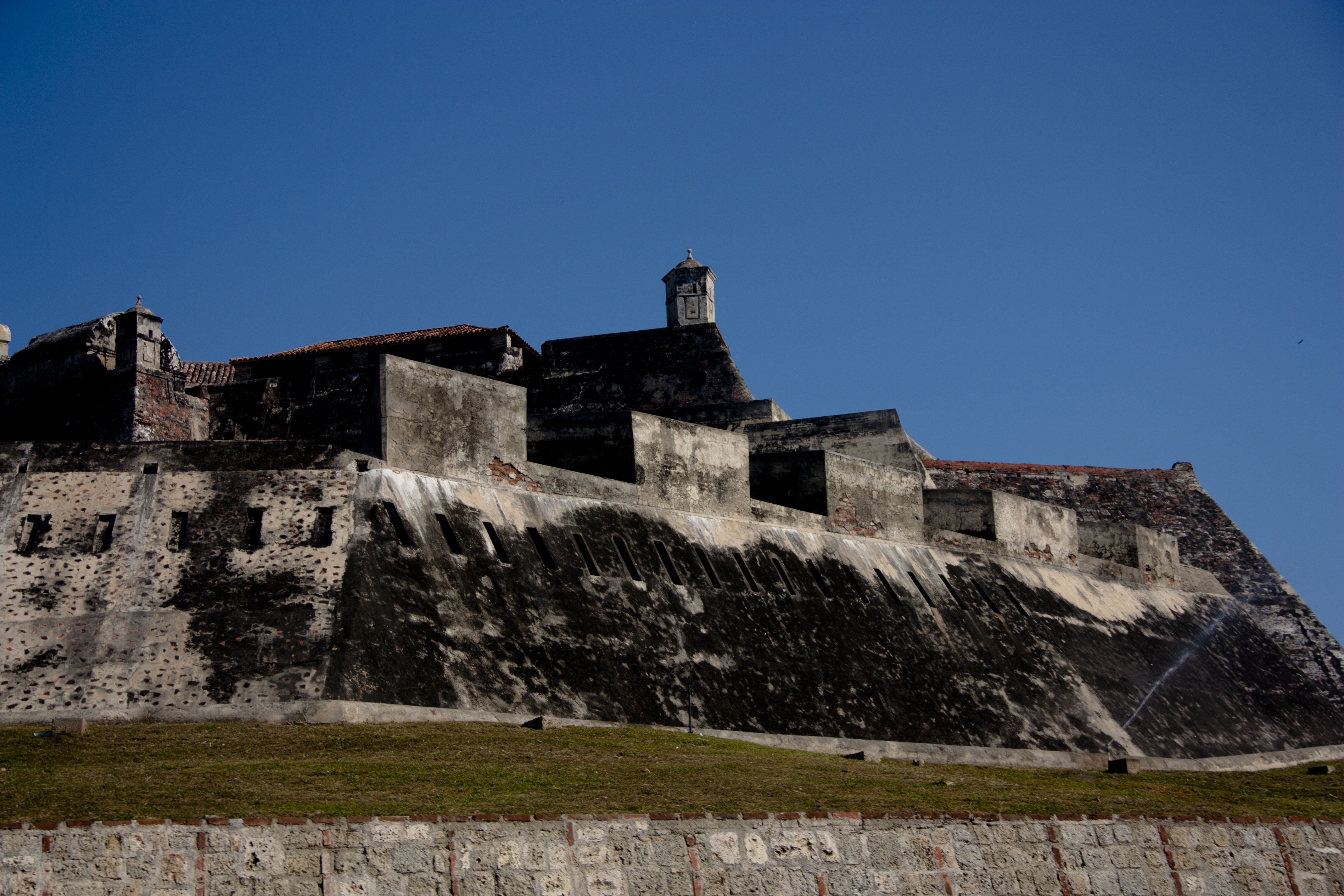
Le mura di Cartagena de Indias, Colombia
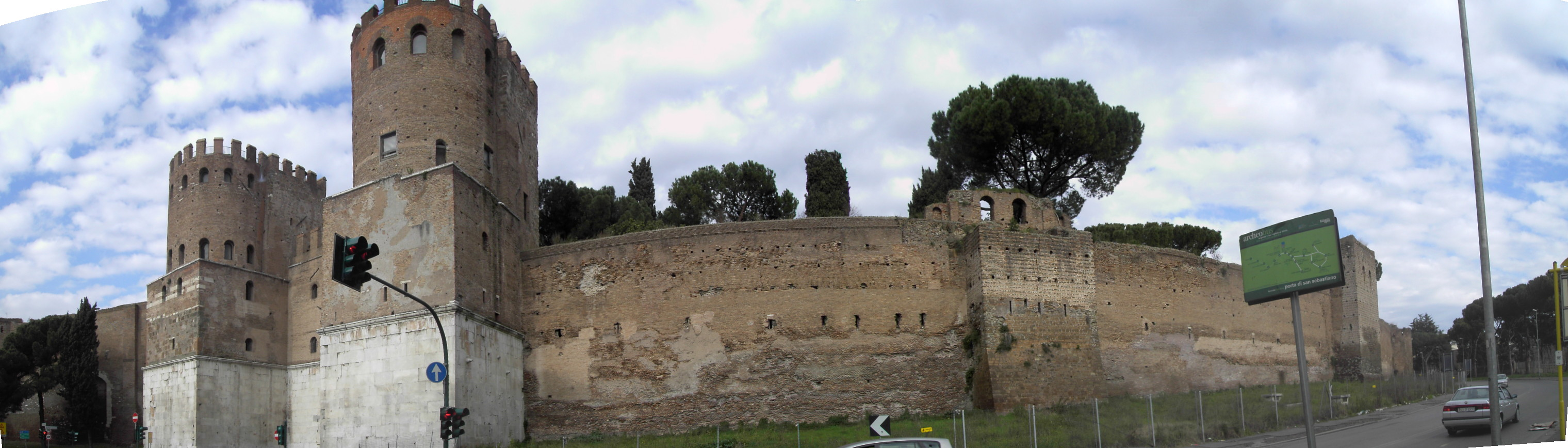
Le mura aureliane di Roma, del III secolo
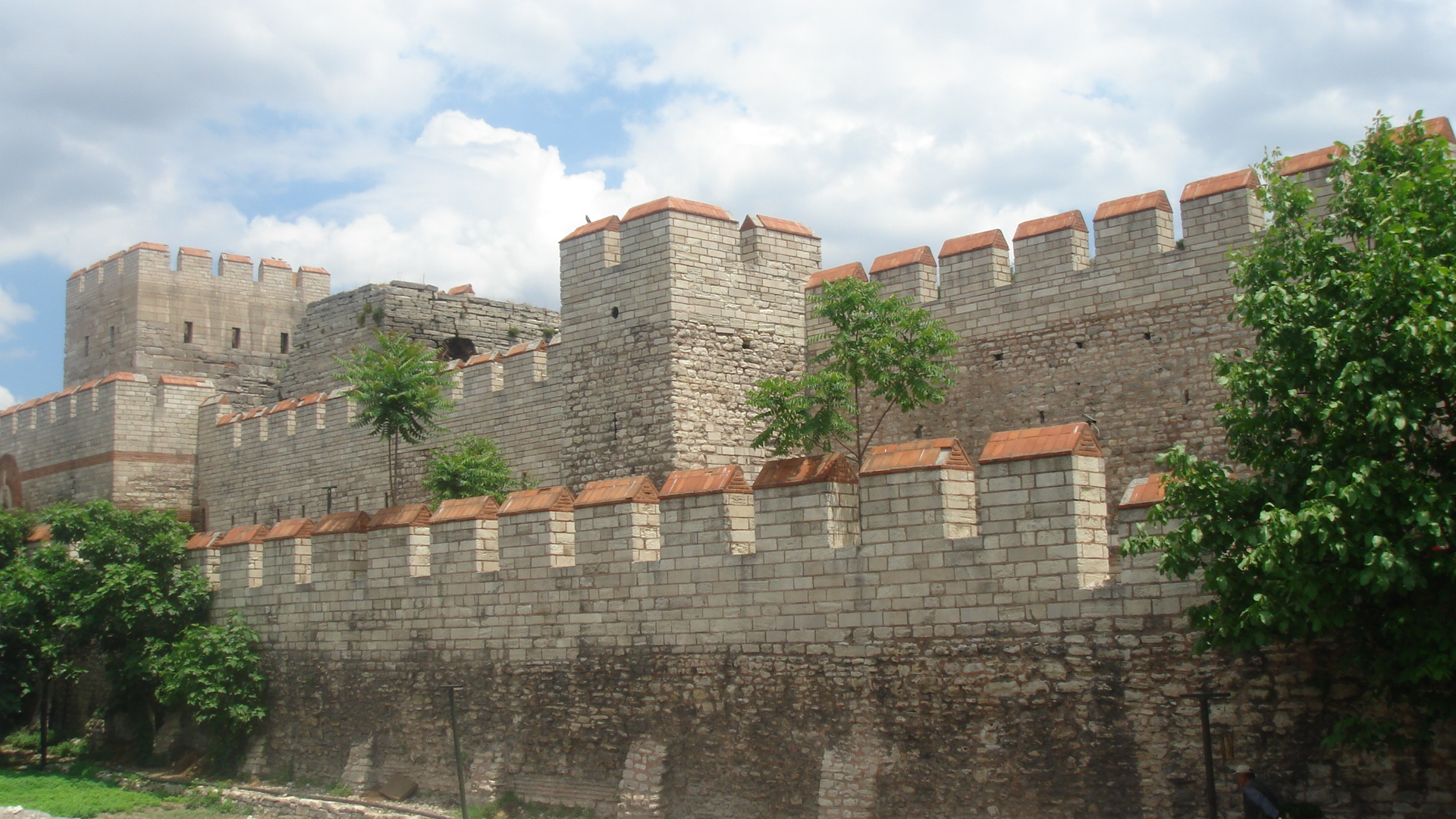
Le Mura di Costantinopoli, del 408.
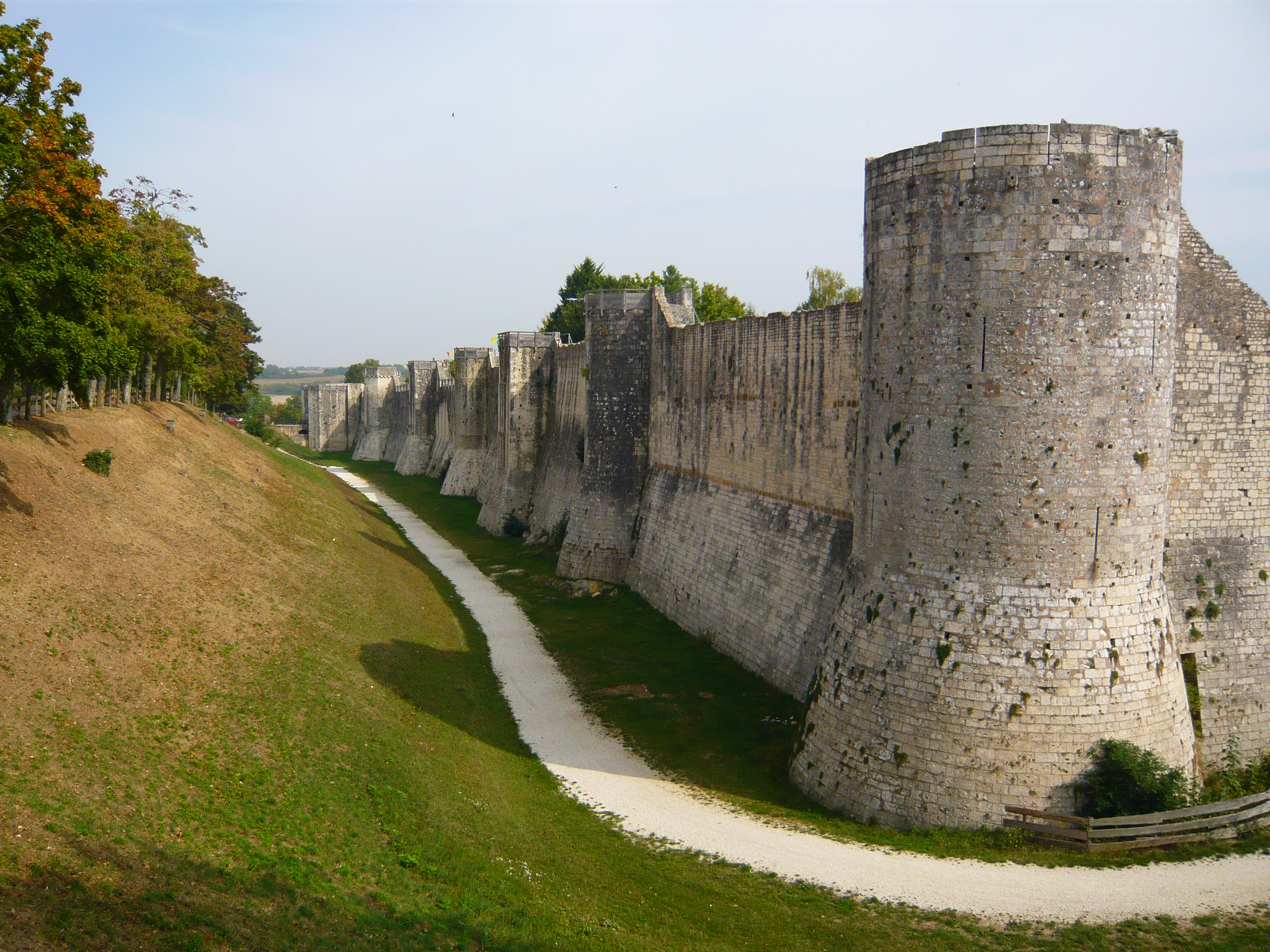
Le antiche mura di Provins in Francia, erette nel 1226-1314
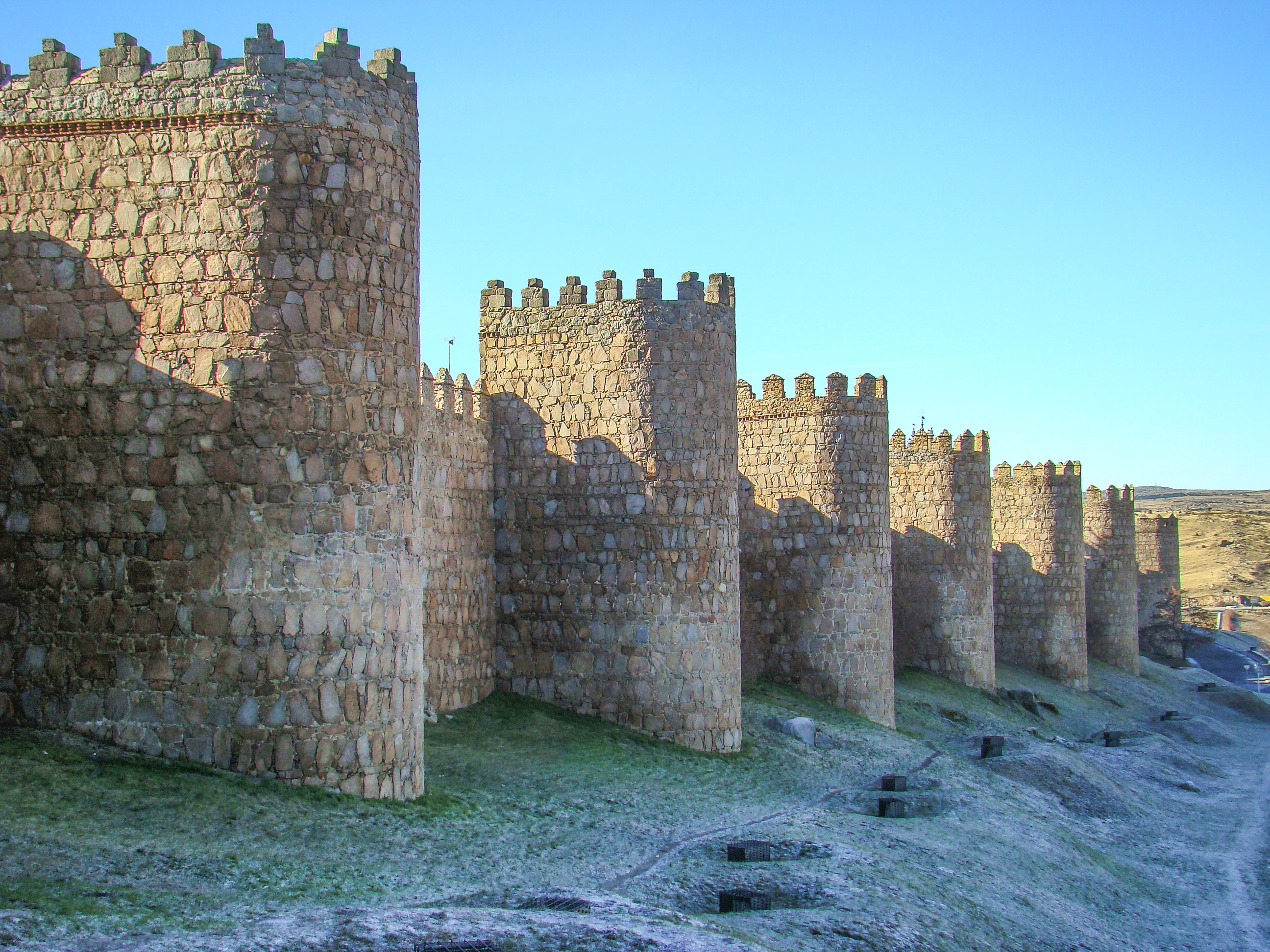
Le mura di Avila in Spagna
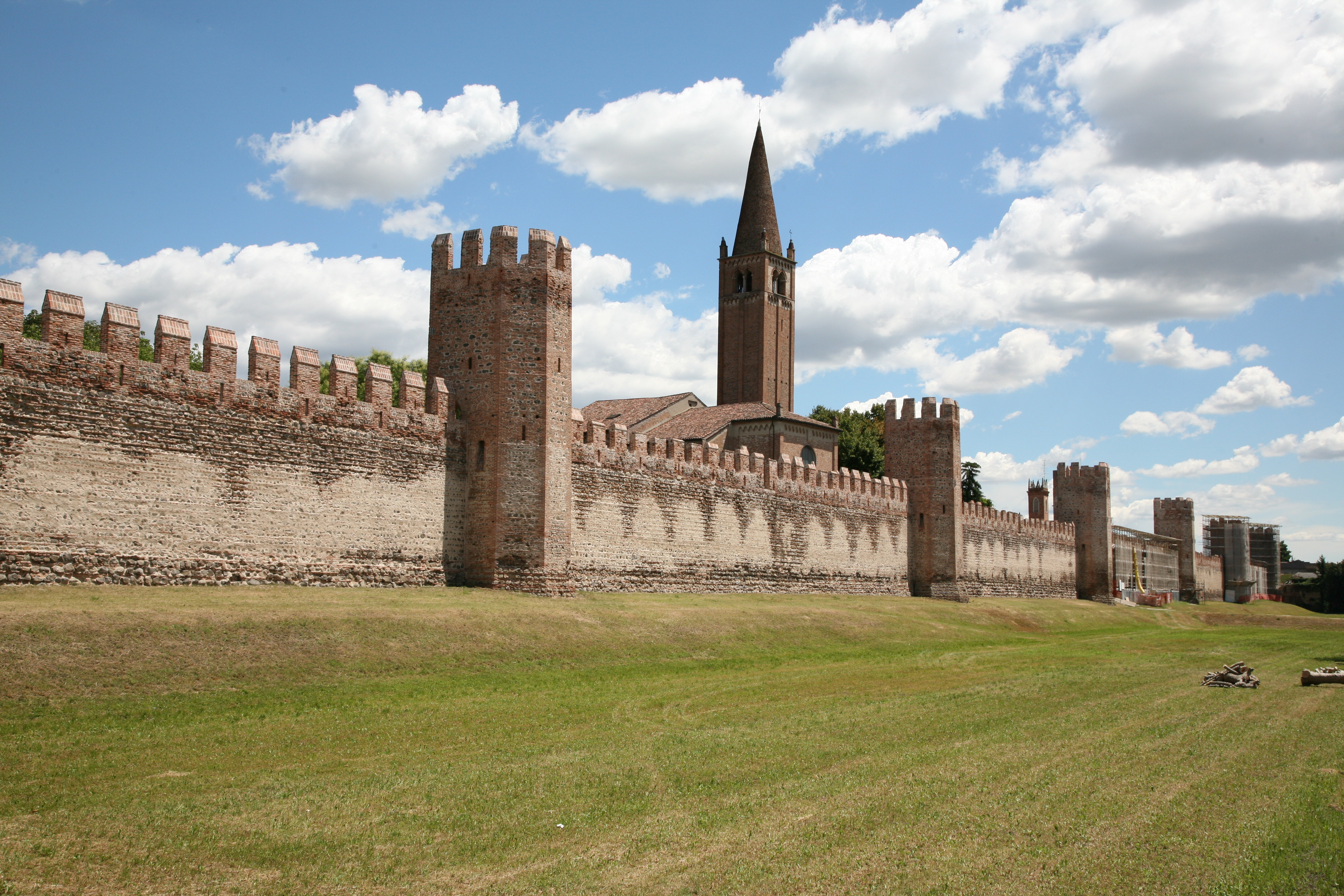
Le mura trecentesche di Montagnana
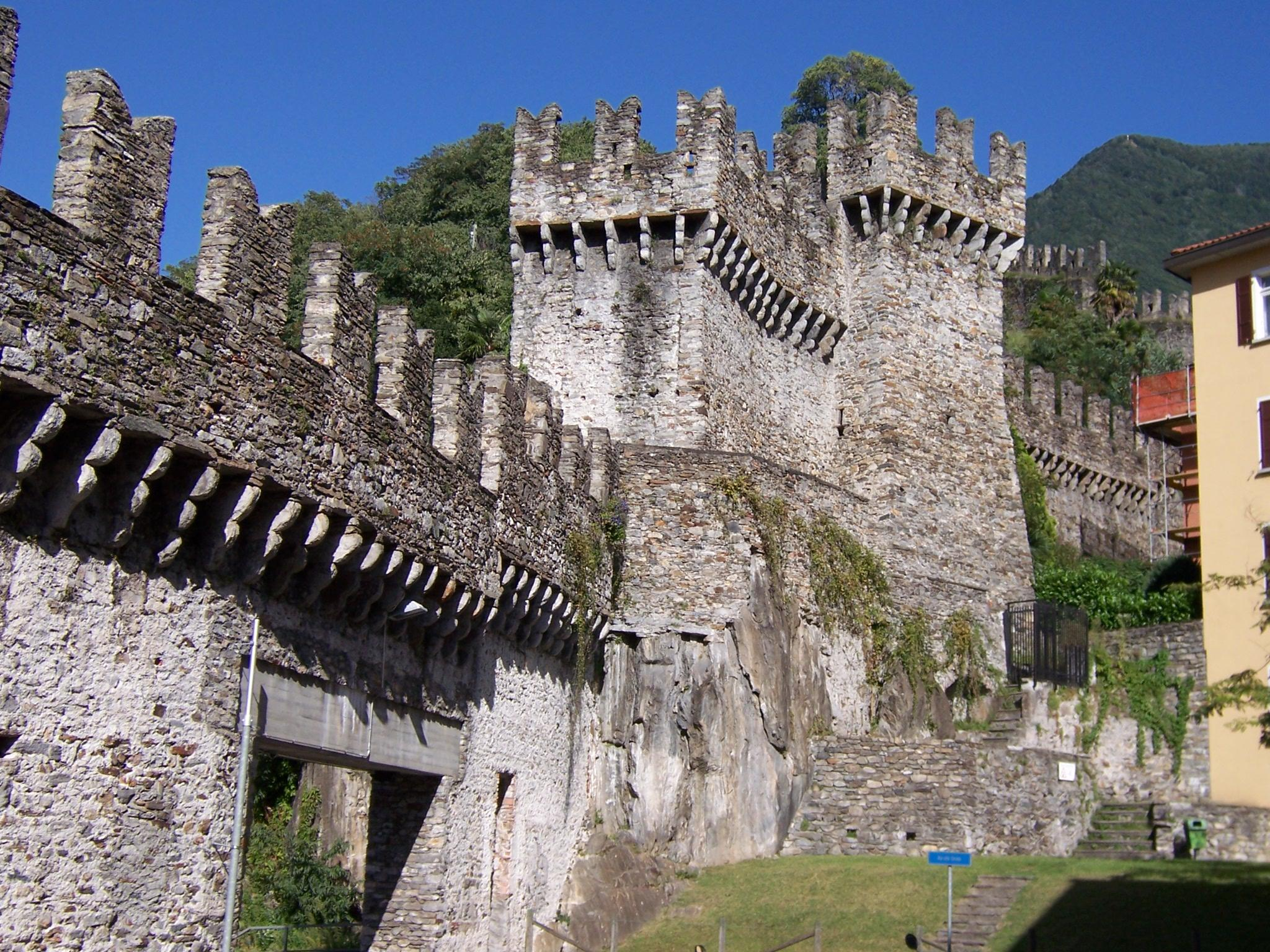
Le mura di Bellinzona in Svizzera
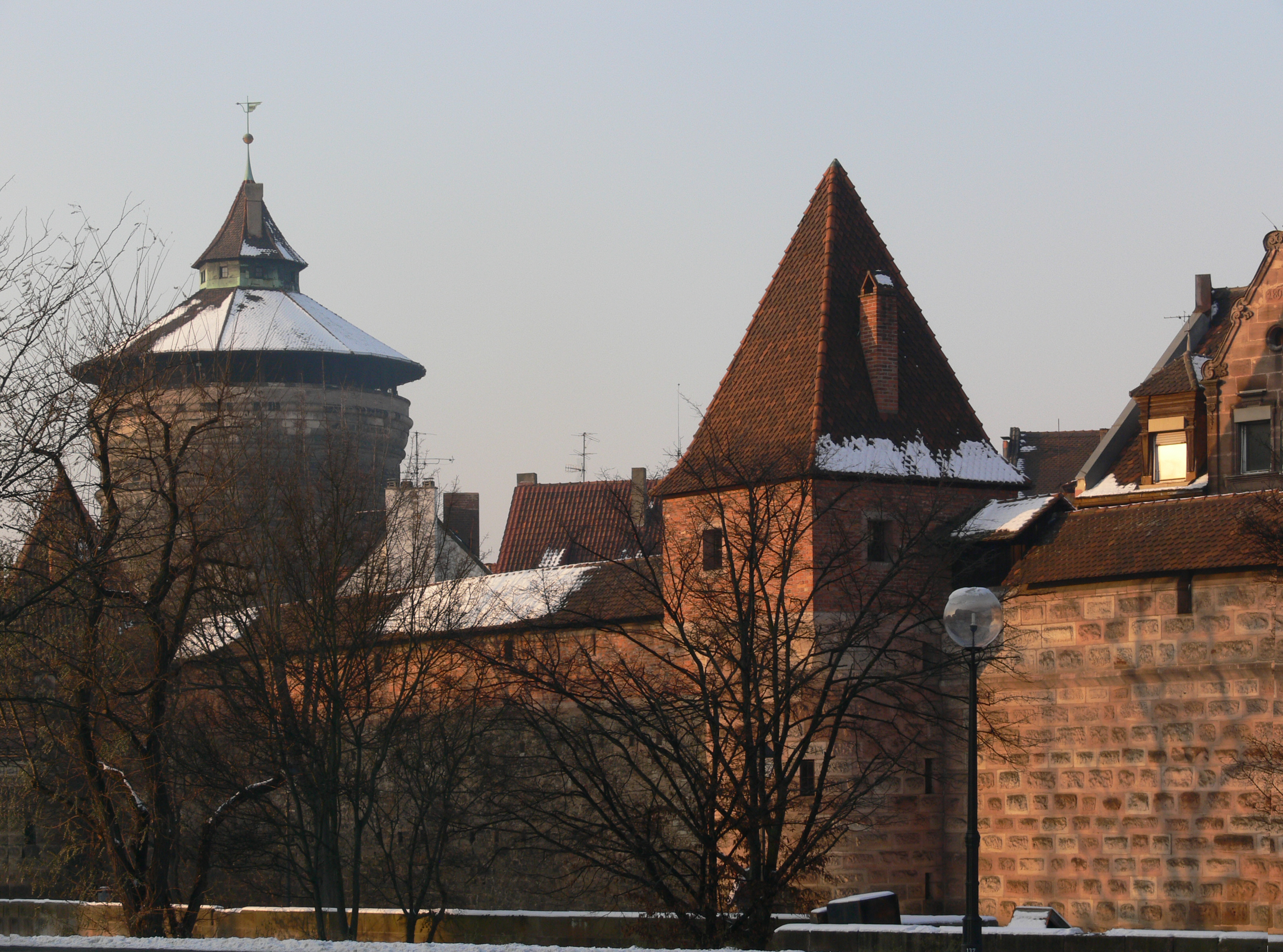
Le lunghissime e ben conservate mura di Norimberga in Germania, del XIV-XV secolo
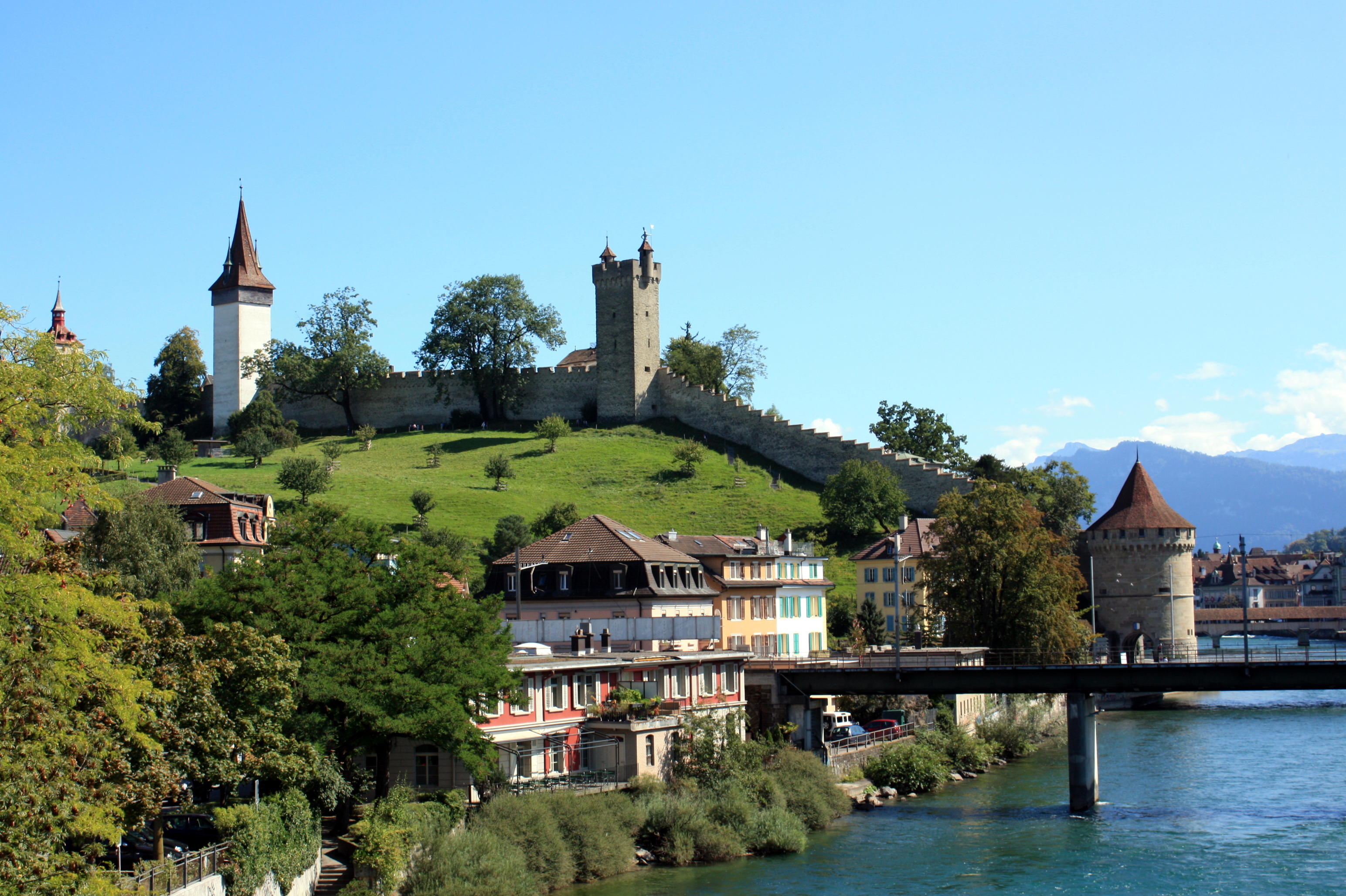
Le mura di Lucerna in Svizzera
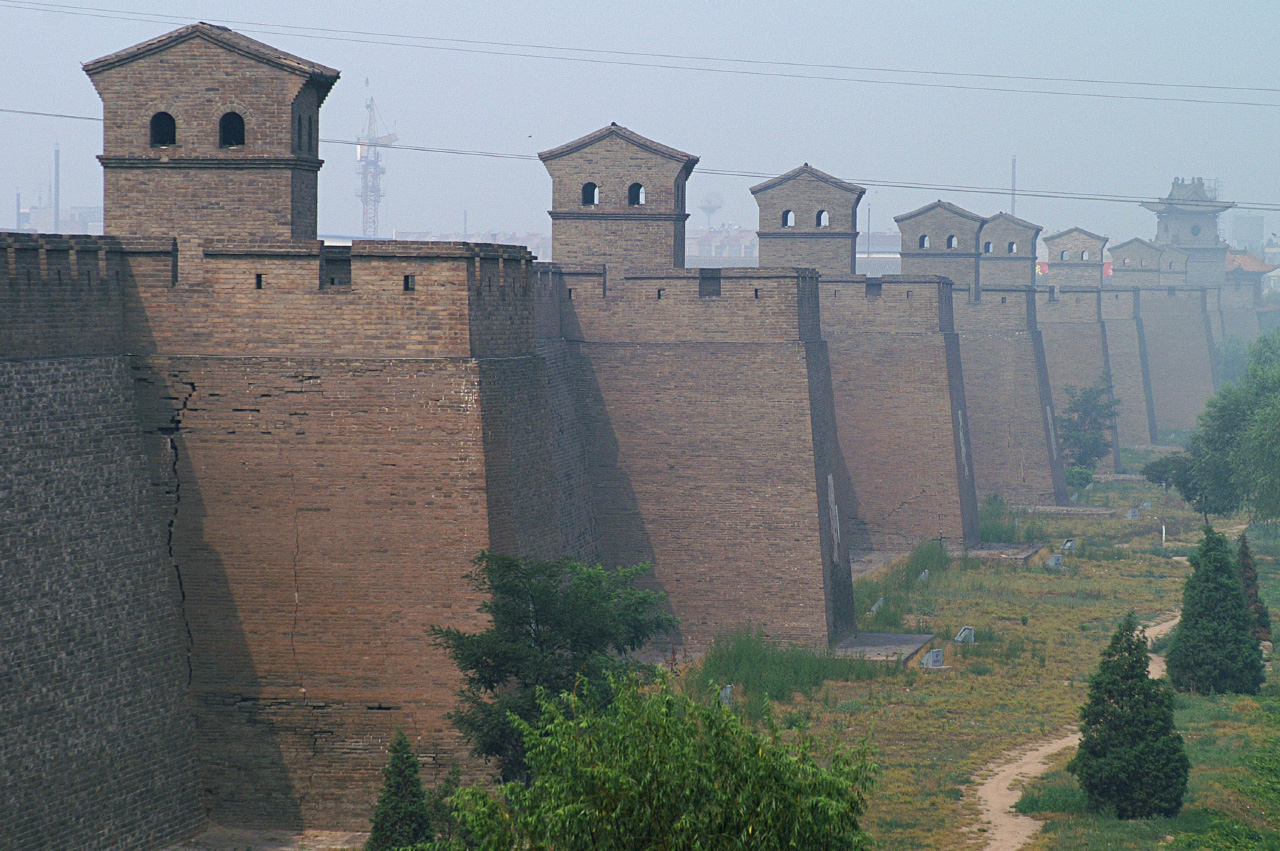
Le mura di Pingyao in Cina, del 1370
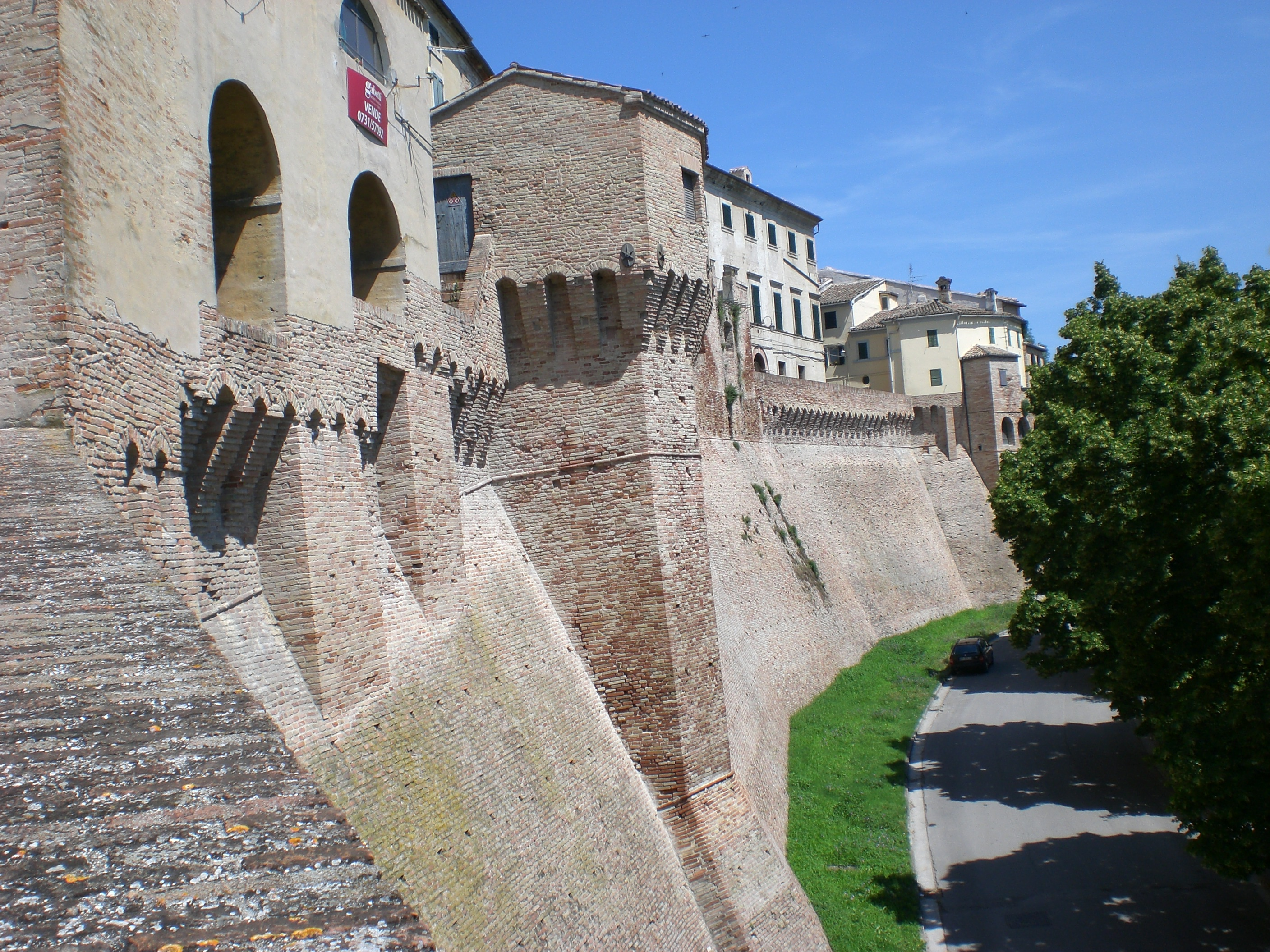
Le Mura di Jesi, di Francesco di Giorgio Martini e Baccio Pontelli, XV secolo
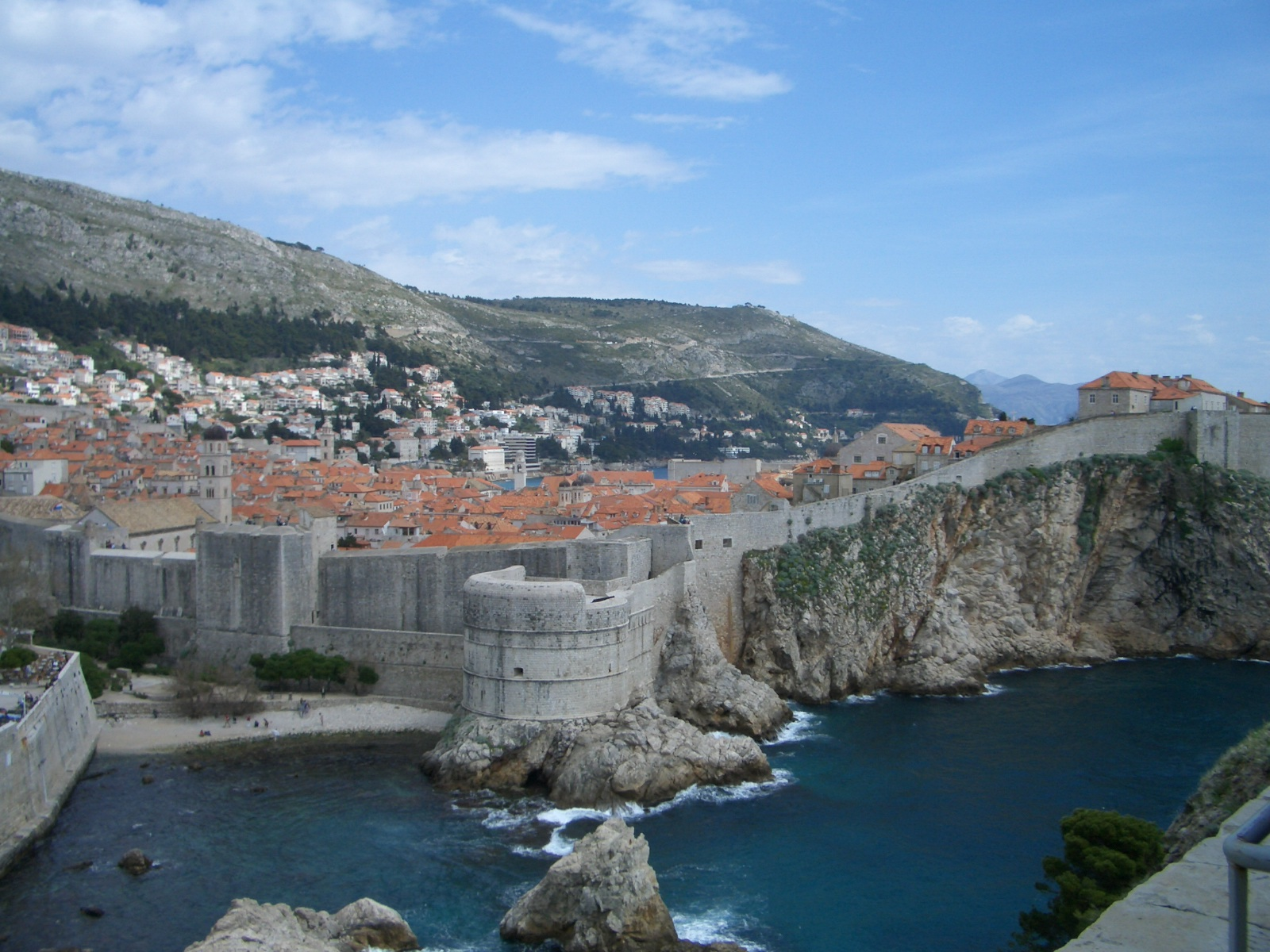
I bastioni di Ragusa in Croazia
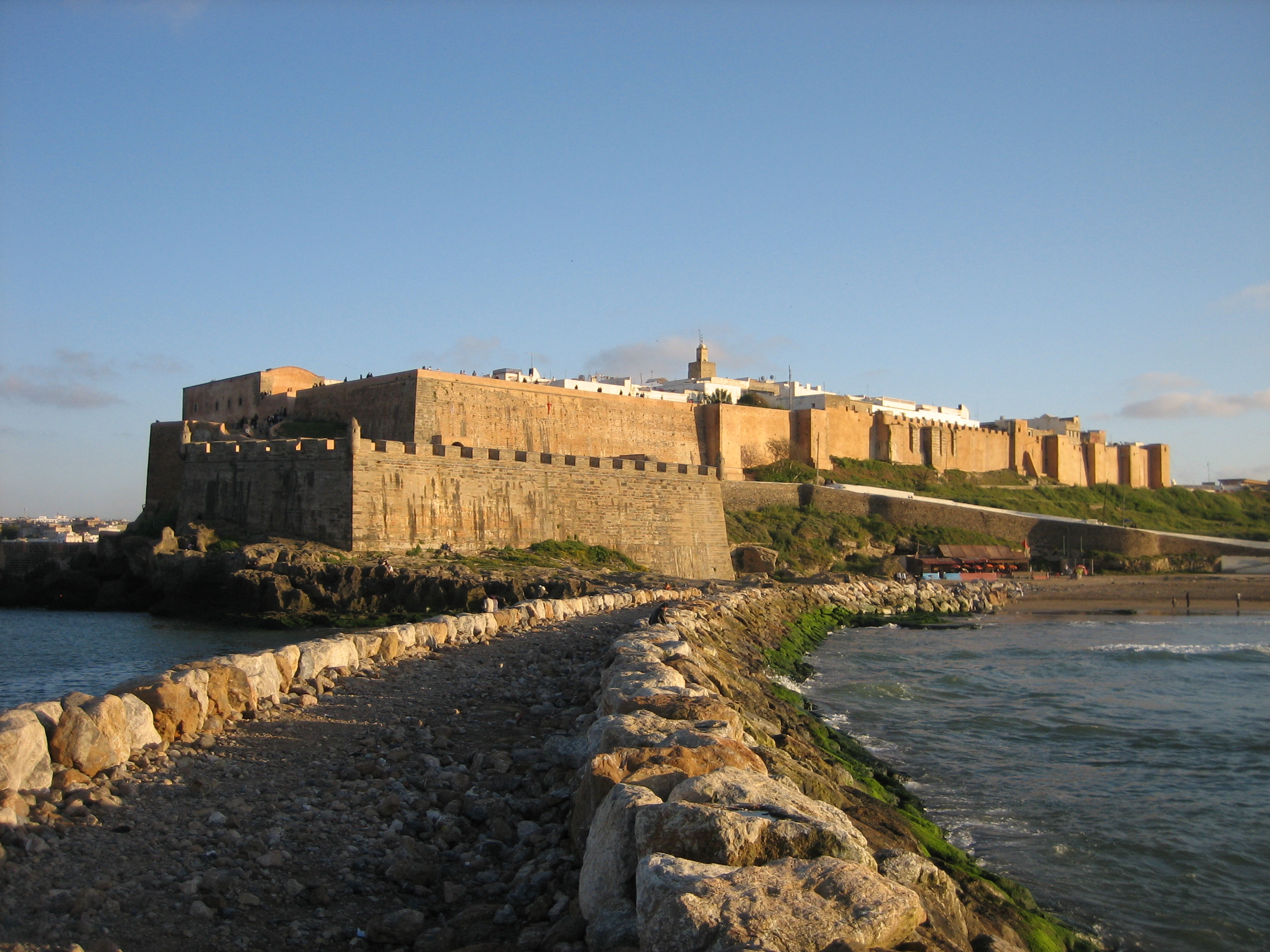
Le mura di Rabat in Marocco
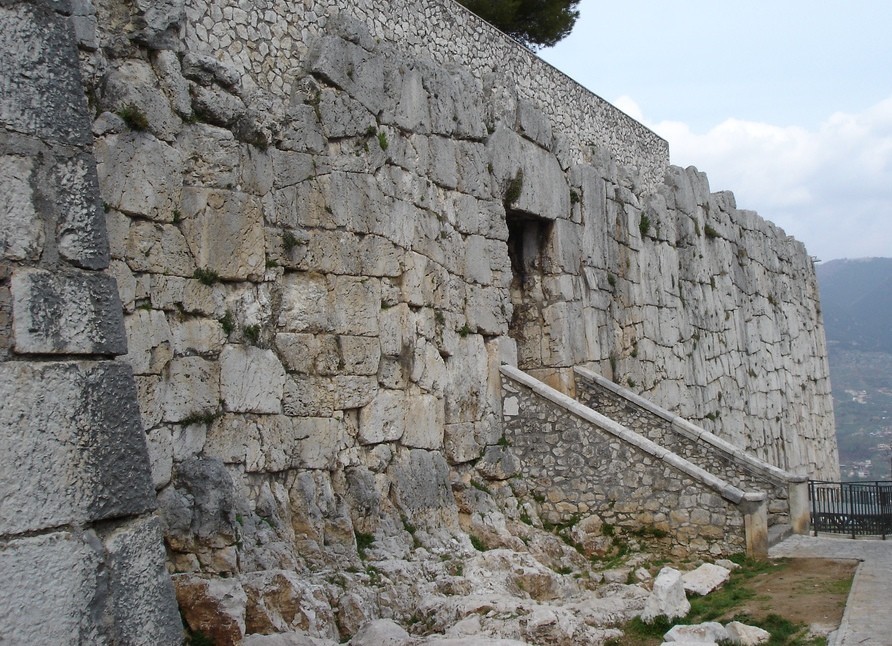
Le mura di Alatri
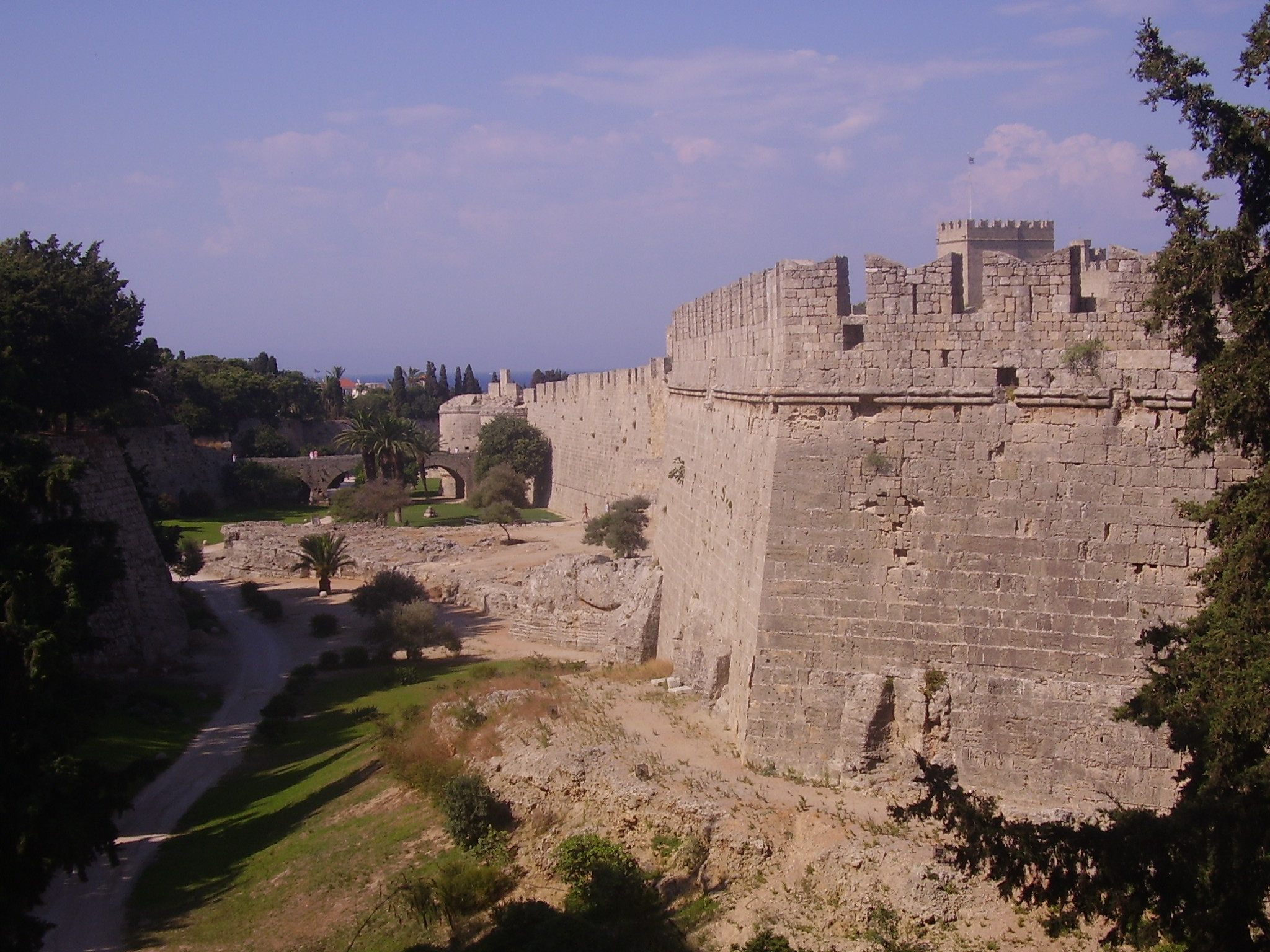
Bastione di San Giovanni delle mura di Rodi
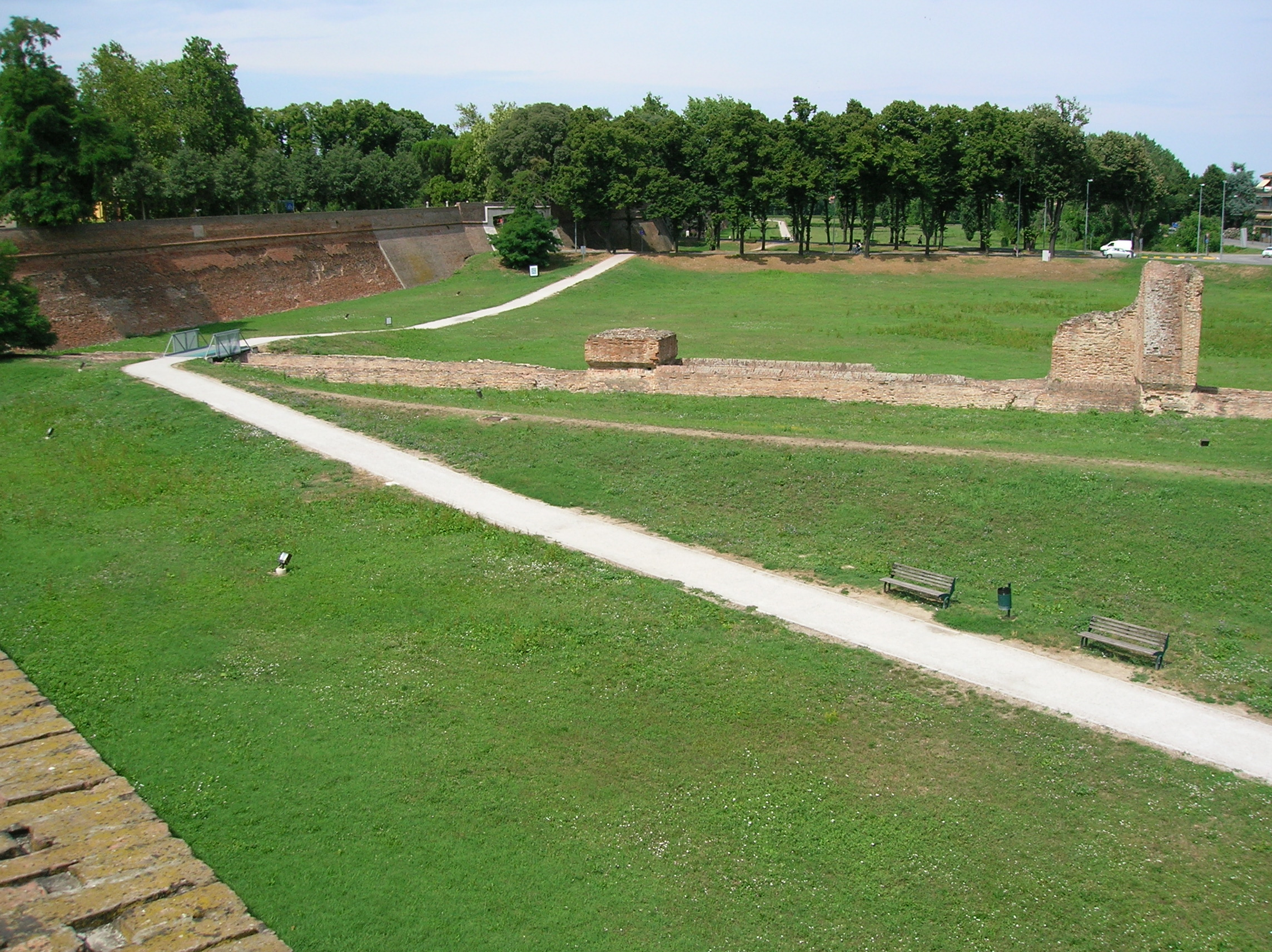
Mura di Ferrara con il doccile di S.Tommaso
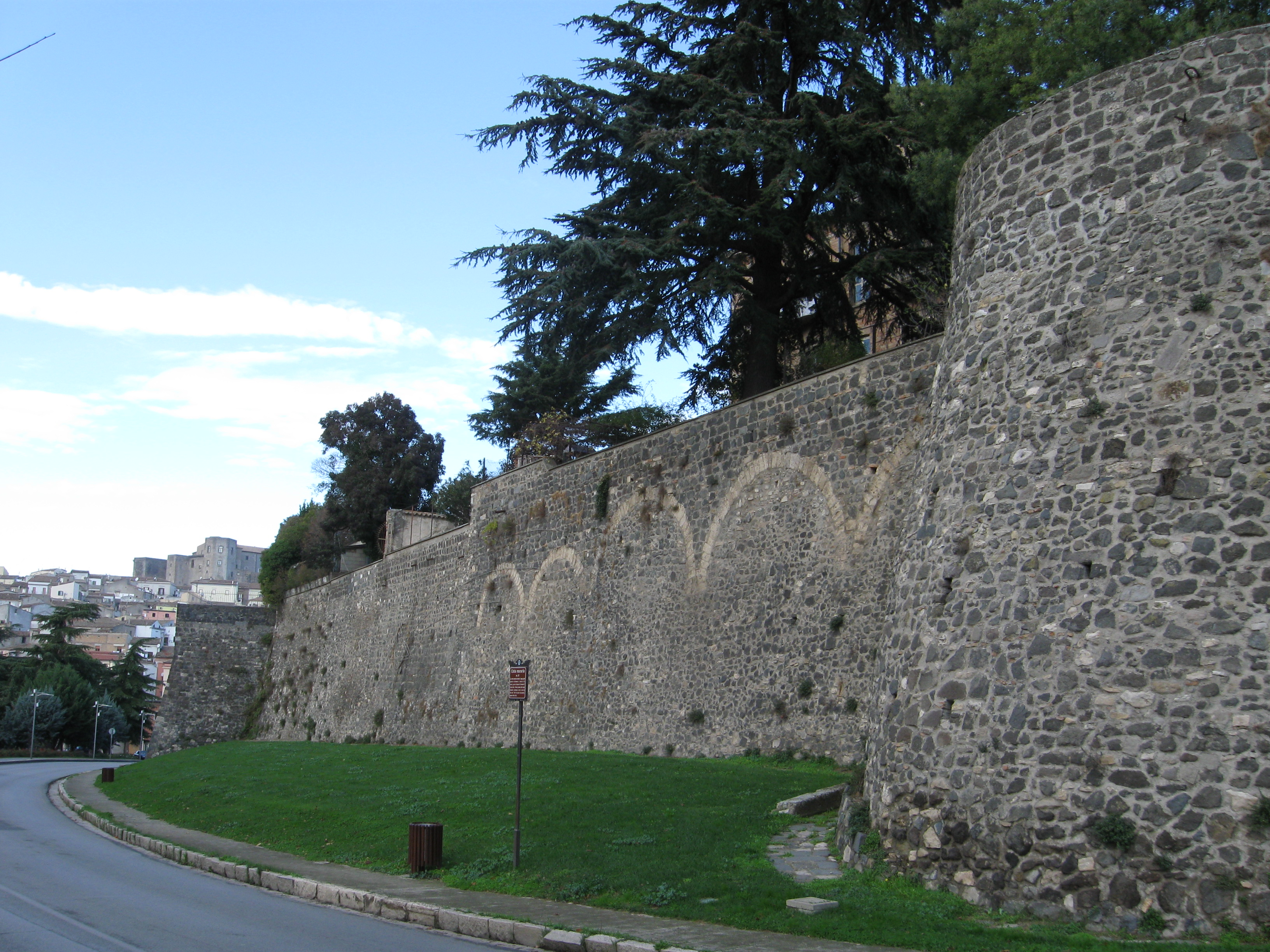
Le mura di Melfi
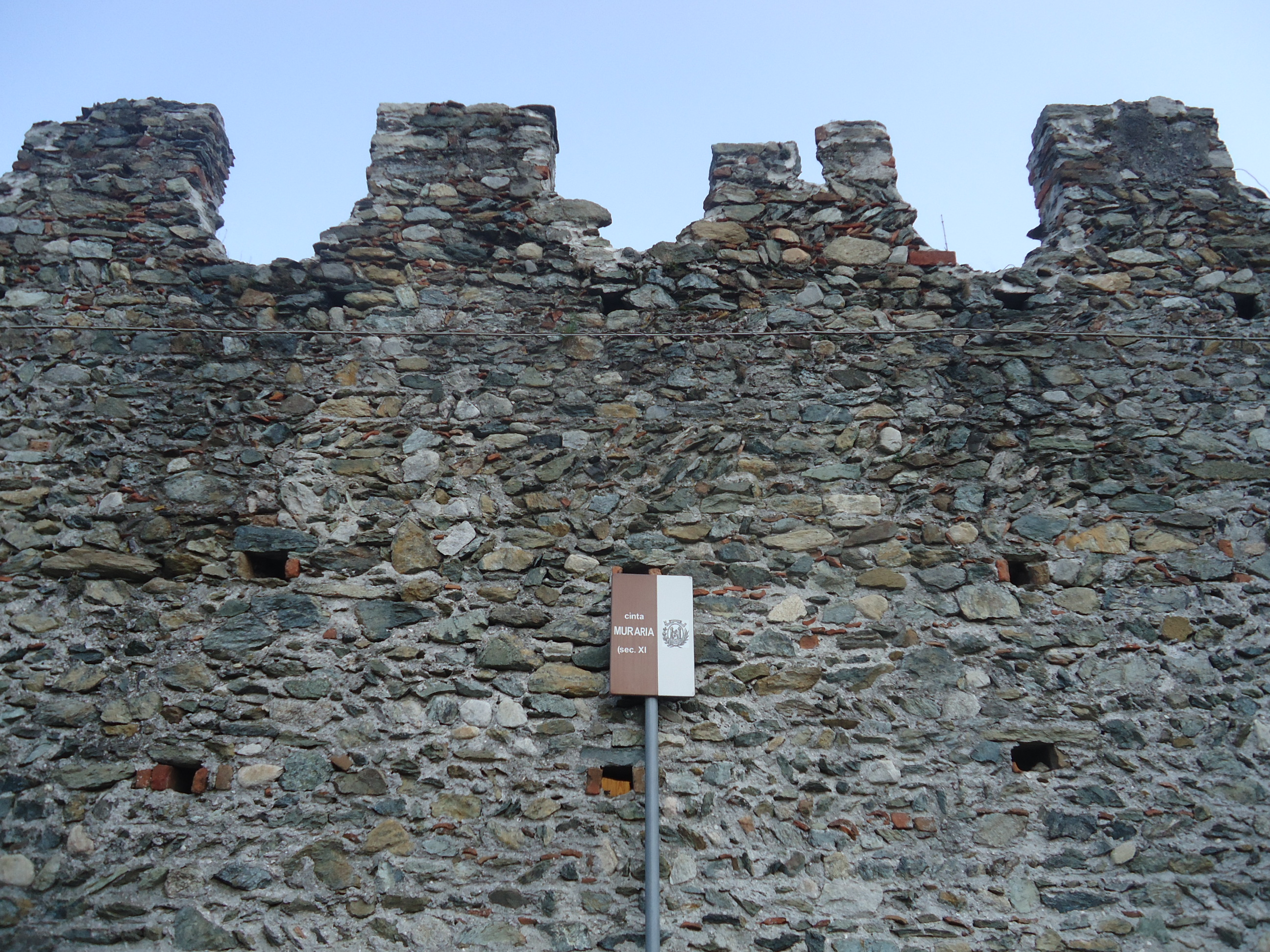
Le mura medievali di Sant'Ambrogio di Torino iniziate nel secolo XI e completate nel 1350